# Aérodrome de La Ferté-Alais
L’aérodrome de La Ferté-Alais (code OACI : LFFQ) est un aérodrome agréé à usage restreint, situé sur les communes de Cerny et d’Itteville à 2 km au nord-nord-ouest de La Ferté-Alais dans l’Essonne (région Île-de-France, France).
Il est utilisé pour la pratique d’activités de loisirs et de tourisme (aviation légère et hélicoptère). Il est célèbre pour accueillir le musée volant Salis, qui organise chaque année depuis 1970, à la Pentecôte, une manifestation aérienne d'engins volants.

## Histoire
Durant la Seconde Guerre mondiale, Jean-Baptiste Salis mit sa propriété de Cerny à la disposition du commandement anglais. Le futur aérodrome commença son histoire sous le nom de code « BINIOU ».
L’aérodrome est officiellement créé le 14 juin 1946 par arrêté du ministère des Travaux publics et des Transports.
En 1947, l’aérodrome est classé privé agréé avec restriction. Jean-Baptiste Salis installe des ateliers consacrés à la reconstitution et à la restauration d’avions historiques, notamment pour le musée de l'Air et de l'Espace.
L’aérodrome devint en parallèle un site important de vol à voile.
Le 26 mai 1996, Richard Broggio se tue dans l'accident de la réplique du biplan Albatros qu'il pilotait.

## Situation
| \| 20 km1:401 000 \| Beynes - Thiverval Chavenay - Villepreux Chelles Coulommiers Fontenay-Trésigny La Ferté-Alais Lognes-Émerainville Mantes - Chérence Meaux - Esbly Melun-Villaroche Moret - Épisy Nangis Les Loges Saint-Cyr-l'É. Les Mureaux Étampes Charles-de-Gaulle Le Bourget Orly Pontoise - Cormeilles-en-V. Paris-Saclay-Versailles Issy-les-M. Villacoublay |
| 20 km1:401 000 |

## Installations
L’aérodrome dispose d’une piste en herbe orientée est-ouest (10/28), longue de 1 033 mètres et large de 90.
L’aérodrome n’est pas contrôlé. Les communications s’effectuent en auto-information sur la fréquence de 129,750 MHz.
S’y ajoutent :
- une aire de stationnement ;
- des hangars ;
- une station d’avitaillement en carburant (100LL et JET A-1) ;
- un restaurant[5].

L'aérodrome abrite de nombreux avions historiques dont un exemplaire des très prestigieux C-47, B-17 et Junkers Ju 52. Cinq avions Morane-Saulnier classés au titre des monuments historiques y sont également basés.

## Activités
Chaque année, depuis le 21 juin 1970 , le samedi et le dimanche de la Pentecôte, l’amicale Jean-Baptiste Salis organise un meeting aérien baptisé « Le temps des Hélices » qui met en scène de nombreux avions anciens venus de toute l’Europe. Ce meeting reçoit également la participation régulière de la Patrouille de France. Bernard Chabbert, commentateur de la manifestation, et Gilbert Courtois, concepteur sonore ou sound designer, forment un duo lié à cet évènement.
Tous les ans en juin, depuis 1993, l'aérodrome reçoit pendant un week-end l'évènement « La Locomotion en Fête », qui rassemble plus de 1 500 véhicules plus ou moins anciens du XXe siècle, de toutes catégories : voitures, camions, motos, engins agricoles, engins militaires, chars, tracteurs, véhicules de pompier et de police, etc. Cette grande exposition s'accompagne de nombreux stands et animations.

## Au cinéma
Des scènes du film L'As des as (1982) de Gérard Oury, avec Jean-Paul Belmondo, y sont tournées.